# Canillo
Canillo je župnija, dejansko občina na severovzhodu Andore. Canillo je tudi ime glavnega in največjega mesta župnije. V mestu je tudi gondolska žičnica, ki je speljana do največjega andorskega smučarskega centra Grandvalira. Reka Valira, največja andorska reka deli naselje Canillo na pol.

## Zemljepisni položaj
Župnija Canillo obsega 121 km² in je največja v Andori.  Razprostira se v visokogorju, na višini od 1.400 m do 2.913 m nad morjem. 
Vreme je hladno, suho in sneg pokriva planinske vrhove in gore v zimskih mesecih, kar naredi to župnijo turistično zanimivo,  v kateri lahko uživate sonce, sneg in gore.
V župnijo so vključena naselja (vasi):
- Canillo
- Soldeu
- Bordes d'Envalira
- L'Armiana
- L'Aldosa
- El Forn
- Incles
- Prats
- Meritxel y Molleres
- San Pere
- Ransol
- El Plans
- El Tarter

## Demografija
Število prebivalcev v župniji se spreminja
- Leta 2005 so našteli 4.225 prebivalcev
- Leta 2011 so našteli 4.826 prebivalcev
- Leta 2015 so našteli 4.124 prebivalcev

Samo mesto Canillo je leta 2015 štelo 1.997 prebivalcev.
Večina prebivalcev župnije so Katalonci , je pa v župniji veliko tujih etničnih skupin. Tako so leta 2013 v župniji zabeležili naslednje večje etnične skupine
- Španci 1.201 prebivalec
- Portugalci 542 prebivalcev
- Francozi 433 prebivalcev
- Britanci 147 prebivalcev
- Argentinci 110 prebivalcev

Uradni jezik v župniji je tako, kot v Kneževini Andori katalonščina.

## Gospodarstvo
Najpomembnejša dejavnost v župniji je turizem. Je pa še vedno prisotna tudi kmetijska dejavnost.

## Znamenitosti
V Canillu je svetišče Marije Meritxell, zavetnice Kneževine Andora.
Cerkev v Canillu ima enega od najvišjih zvonikov z uro v Andori. V tej cerkvi hranijo številne zgodovinske dokumente. V bližini naselja Canillo je tudi cerkev Sant Joan de Caselles, romanska stavba s konca 11. stoletja, katere zvonik je zgrajen v lombardijskem slogu.
Od sodobnejših stavb je v Canillu Ledena palača z 8.000 m² uporabne površine in z olimpijskim drsališčem.
Grandvalira, največje andorsko smučišče leži v župniji Canillo in zagotavlja smuko celotno sezono.

## Folklora
Legenda El buner d'Ordino govori, da so obiskovalci iz župnije Ordino na poti na festival v Canillu odganjali strah pred volkovi z igranjem na svoje inštrumente.

## Znameniti župljani
- Xavier Capdevila Romero (andorski alpski smučar) se je rodil v župniji Canillo.